# Irena Baranauskaitė
Irena Baranauskaitė, coniugata Vizbarienė (Alytus, 25 giugno 1977), è una cestista lituana.

## Carriera
Con la Lituania ha disputato i Campionati mondiali del 2002 e tre edizioni dei Campionati europei (1997, 2001, 2005).